# Tugny (Aisne)
Pour les articles homonymes, voir Tugny.
Tugny est une localité de Tugny-et-Pont, dont elle est le chef-lieu, et une ancienne commune française, située dans le département de l'Aisne en région Hauts-de-France.

## Toponymie
Le nom de la localité est attesté sous les formes Tuigni (1171) ; Parrochia de Tugni (1171) ; Tugnis (1197) ; Tungni (1197) ; Tugniacum (1224) ; Tuniacum (1288) ; Thugni (1335) ; Thugny (1495).

## Histoire
La commune de Tugny a été créée lors de la Révolution française. Le 24 octobre 1803, elle fusionne avec la commune voisine de Pont-de-Tugny et la nouvelle entité prend le nom de Tugny-et-Pont.

## Administration
Jusqu'à sa fusion avec Pont-de-Tugny en 1803, la commune faisait partie du canton de Saint-Simon dans le département de l'Aisne. Elle appartenait aussi à l'arrondissement de Saint-Quentin depuis 1801 et au district de Saint-Quentin entre 1790 et 1795. La liste des maires de Tugny est :
| Période                                  | Période | Identité | Étiquette | Qualité |
| ---------------------------------------- | ------- | -------- | --------- | ------- |
|                                          |         |          |           |         |
| Les données manquantes sont à compléter. |         |          |           |         |

## Démographie
Jusqu'en 1803, la démographie de Tugny était :
| 1793 | 1800 |
| ---- | ---- |
| 392  | 389  |